# Madonna col Bambino e due angeli (Botticelli Strasburgo)
La Madonna col Bambino e due angeli è un dipinto a tempera e olio su tavola (107x75) di Sandro Botticelli, databile al 1468-1469 e conservato nel Museo di Belle Arti di Strasburgo.

## Storia
A causa delle sue condizioni relativamente precarie, dovute al distacco di alcuni strati di tempera e ad alcuni antichi tentativi di restauro, il dipinto non era stato unanimemente attribuito allo stesso Botticelli: ad esempio Bernard Berenson in un primo momento lo aveva dichiarato autentico, ma successivamente lo attribuì alla bottega del pittore. Attualmente, gli storici dell'arte sono ampiamente d'accordo sul fatto che si tratti effettivamente di uno dei primi dipinti di Sandro Botticelli. Esisteva qualche disaccordo su quanto precocemente, dato che il dipinto mostra chiare influenze del maestro di Botticelli, Filippo Lippi (che lo collocherebbe all'inizio degli anni sessanta del Quattrocento), ma anche un'evidente conoscenza delle opere di Andrea del Verrocchio (che lo collocherebbe dopo il 1460). Ora è accettato che il dipinto è stato realizzato nell'anno 1468 o 1469.
La Madonna col Bambino e due angeli fu acquistata a Londra da Karl Trübner nel 1904, dagli eredi di Horatio Granville Murray-Stewart (1834–1904), ex "High Sheriff of Donegal". Fu ereditato dal museo di Strasburgo nel 1908, insieme ad altri dipinti della collezione Trübner, come il Paesaggio nordico con castello in collina di Allart van Everdingen.